# نشمت
نشمت هو اسم قارب مخصص للإله نون، حيث نُقل فيه الإله أوزير في نهر النيل خلال مهرجان أوزير في أبيدوس. وتمثل الطقوس رحلة الإله من معبده إلى قبره وعودته منتصرًا، مما جذب العديد من المشاهدين للمشاركة في الجوانب العامة من الأسرار المقدسة.

## في الأسطورة
ألهبت أسطورة موت وقيامة أوزير أمل الحياة الأبدية في قلوب المؤمنين، ومنذ الأسرة المصرية السادسة فضل الكثيرون الدفن بجوار إلههم في أبيدوس، حيث نُقلت مومياواتهم في قوارب جنائزية مزينة تشبه سفينة نشمت. وقد كان المشاركة في بناء قارب نشمت حدثًا هامًا تم تدوينه ضمن الأعمال الخيرة في النقوش الجنائزية "السيرية" للشخص. وتظهر النقوش الجنائزية المتوفى في قوارب نشمت، مثل تصوير تمثال رخمي رع في مزار على القارب بينما يقدم كاهن القرابين.

## قوارب إلهية أخرى
كانت هناك قوارب إلهية أخرى مثل قارب حنو الخاصة بالإله سوكر، وسفن الشمس الخاصة بالإله رع، والتي تشمل سفينة الصباح منچت وسفينة المساء مسكتت.